# Chrysosoma squamifer
Chrysosoma squamifer är en tvåvingeart som beskrevs av Hardy 1959. Chrysosoma squamifer ingår i släktet Chrysosoma och familjen styltflugor. Inga underarter finns listade i Catalogue of Life.